# Série de mode
Une série de mode est une suite de photographies de mode sur un thème commun, publiées dans un magazine,. Elles sont une des principales sources de la photographie de mode. 

## Présentation

### Caractéristiques

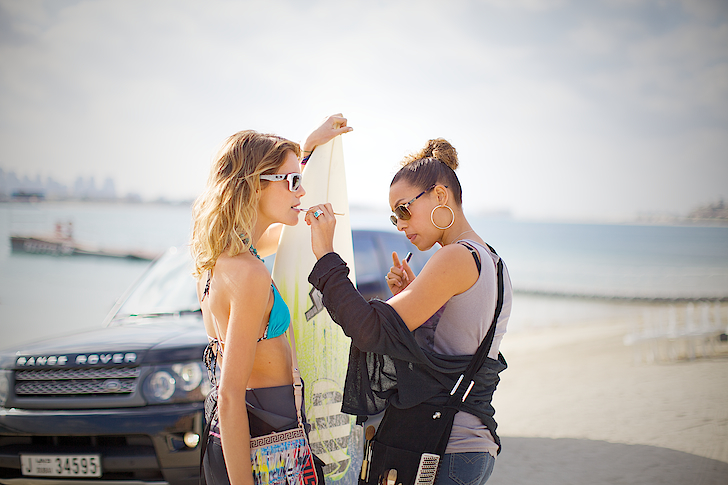
Équipe (maquilleuse, mannequins) sur la réalisation d'une série de mode pour Harper's Bazaar Arabia (2010)

La réalisation d'une série de mode implique une collaboration entre plusieurs professionnels : le directeur artistique du magazine, le photographe de mode, le modèle mais aussi le maquilleur ou encore le coiffeur,. Pourtant, il y a encore quelques décennies, les séances sont réalisées avec une équipe réduite au mannequin, à la rédactrice de mode, au photographe accompagné de son assistant. Le modèle peut être un mannequin ou une personnalité. Leurs noms sont crédités sur la première page de la série. La réalisation d'une série de mode, que ce soit en studio ou en extérieur, implique généralement un coût élevé. La série de mode est conçue de manière à mettre en valeur les vêtements et les accessoires de mode, choisis le plus souvent dans les collections de la saison. Les noms des marques des vêtements mis en image mais aussi des produits de beauté utilisés pour le maquillage figurent dans la légende de chaque photo. Le thème central est parfois uniquement une unique marque ; ainsi, le photographe reçoit les créations de la dernière collection pour réaliser sa série centrée sur une maison de couture ou une entreprise de prêt-à-porter.  
Toutefois, les photographies réalisées dans le cadre d'une série de mode se distinguent de celles prises dans le cadre d'une campagne publicitaire d'une marque. Si ces dernières peuvent être constituées d'une série de photographies publiées dans des magazines, elles contiennent obligatoirement, dans le cadre publicitaire, le logo de la marque, plus rarement le nom du photographe ou du modèle. Cette distinction est clairement introduite dans certains ouvrages offrant une rétrospective des photographies de mode réalisées pour une marque. Par ailleurs, les campagnes publicitaires peuvent s'appuyer sur d'autres supports visuels (on parle alors de « campagne récurrente »). À titre d'exemple, le photographe Steven Meisel a réalisé pour sa campagne pour Miu Miu (2015) non seulement des photographies mais aussi des spots vidéo . 

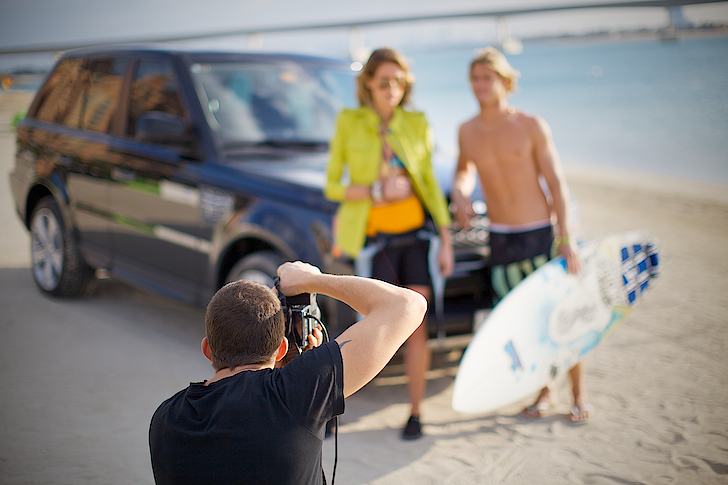
Photographe et ses modèles. Session photographique pour Harper's Bazaar Arabia (2010)

Les magazines de mode contiennent parfois plusieurs séries de mode. Les magazines généralistes contiennent généralement une série de mode par numéro et celle-ci met en image non seulement les vêtements mais aussi la personnalité à laquelle le magazine consacre un dossier comprenant une interview. Ainsi, par exemple, l'actrice Brigitte Bardot a été mise en image dans de nombreuses séries de mode, parues dans les magazines de mode mais aussi généralistes ou spécialisés du monde entier (pour Esquire par Richard Avedon, pour Paris Match par de nombreux photographes). Une des photos d'une série de mode publiée dans le magazine peut faire sa couverture.

### Source de notoriété
Les séries de mode réalisées par les magazines de mode visent à proposer aux lecteurs une manière d'associer les vêtements, accessoires de mode et créer son propre style. Elles participent donc de la notoriété du magazine en tant qu'acteur incontournable du marché de la mode,. « Il ne faut surtout pas négliger le fait que les photographes ne travaillent pas sans rédactrice de mode." Celles qui sélectionnent les tenues qui seront shootées pour les magazines où elles travaillent. Et qui sont également consultantes pour les campagnes de marques. Une double casquette à l'origine de véritables conflits d'intérêts. « Ce sont des personnages-clés qui ouvrent les portes des magazines et des marques", justifie la même rédactrice. »
La notoriété du magazine repose par ailleurs sur sa capacité à faire appel à des photographes venant parfois d'autres horizons et d'offrir aux lecteurs des images innovantes.   
La mise en avant des noms des photographes semble pourtant relativement récente et liée d'une part à l'avènement du phénomène des top-modèles au tournant des années 1980 et 1990 et d'autre part à la promotion de la photographie de mode via des expositions de grande ampleur, dans des musées ou des festivals spécialisés. Le parcours du photographe Guy Bourdin est un exemple de cette évolution.  

Les séries de mode sont néanmoins à l'origine de la notoriété des photographes de mode. Ceux accédant au statut de "grand" photographe de mode ont tous à leur actif une collaboration régulière avec un ou plusieurs magazines de mode. Ainsi par exemple, de nombreuses photographies de Guy Bourdin, reconnues par la suite comme des œuvres à part entière étaient à l'origine des séries de mode : « [L'] ouverture [des fenêtres] forme un cadre dans le cadre, offrant un avant-goût du principe de photo dans la photo que Guy Bourdin répétera dans ses séries de mode ». Les séries de mode sont ainsi le laboratoire voire l'aboutissement du style d'un photographe de mode. « [La] collaboration [de Guy Bourdin] pour le Vogue français qui débute en 1955, avec ses séries de mode féminines, provocantes et énigmatiques, [qui] ont influencé non seulement la mode, mais de nombreux artistes contemporains. » Entre collaborations avec les marques et les magazines, les photographes de mode doivent trouver un équilibre :

« C'est ainsi : les campagnes de publicité les font vivre, les magazines de mode les font exister. Les deux comptent, même si les revenus qui en découlent ne sont aucunement comparables. Histoire de ne pas devenir trop commercial, c'est dans les magazines qu'on soigne son image éditoriale. C'est elle qui fait connaître, elle qui fait durer. Elle qui demeure « le territoire de recherche des grandes signatures, insiste Thomas Bonnouvrier. Or, toute la carrière d'un photographe se fait sur cet équilibre entre l'aspect esthétique et l'aspect commercial ». »

La présentation des photographies réalisées à l'origine dans le cadre d'une série de mode hors de magazines de mode (publication, exposition) permet aux photographes de mode de présenter leur travail dans son intégralité artistique. Les photographies peuvent alors être présentées, qu'elles soient tirées des séries de mode proprement dites ou des campagnes publicitaires, comme des « séries (de photographies) » : « Comme sur cette fameuse série intitulée Chapeaux-Choc, qui marque le début de [la] longue collaboration [de Guy Bourdin] avec le magazine Vogue, à partir de février 1955. » Parfois, notamment dans le cas des expositions collectives, les photographies peuvent être présentées sans distinction de leur origine (série de mode ou campagne publicitaire).   
Depuis l’avènement à la fin des années 1980 du statut de top-modèle, l'apparition dans une série de mode dont est tirée la couverture, intervient également comme signe de notoriété du mannequin. Par ailleurs, des séries de mode peuvent être réalisées autour d'un mannequin (à titre d'exemple, série « Creating Kate » de Sarah Morris parue dans le numéro de mai 2000 du Vogue britannique).

## Étymologie

### Origine
Le terme semble avoir pour origine le groupe nominal « une série de photos de mode ». Celui-ci est également utilisé dans les articles commentant les séries de mode.
Le terme « série » dans ce groupe nominal et ses variantes peut mobiliser deux des sens relevés dans le dictionnaire Larousse en ligne :  
- « Suite, succession de choses de même nature »
- « Habillement : ensemble de vêtements exécutés dans les tailles commercialisées »

### Variantes

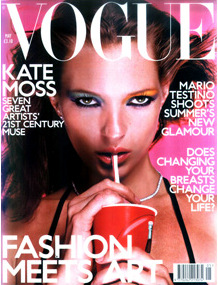
Couverture d'un magazine de mode. Photographie issue d'une série de mode.

Entre les usages internes de la profession et l'évocation du travail des photographes de mode, la qualification des séries de mode semble connaitre à partir des années 2000 des hésitations sémantiques. Cet extrait d'un article du Monde témoigne de la multiplication des termes : 

« Comme les autres, Peter Lindbergh partage son temps entre des campagnes de publicité et des séries de mode - qu'on appelle "éditos" - pour des magazines. "On pourrait tous ne faire que de l'éditorial mais je ne suis pas sûr qu'on ait envie de vivre dans une mansarde", explique l'un des rares, avec Paolo Roversi, à s'être rendu disponible pour cette enquête »

Il est possible de rencontrer également le terme « série mode », ou « séquence de style ». Ce premier semble privilégié par les magazines pour la mise en ligne des séries de mode, via des diaporamas (à titre d'exemple Madame Figaro, L'Express Styles). La variante « séquence mode » est également utilisé : « Aujourd'hui, le réalisateur signe pour nous une séquence mode et nous fait son cinéma. » La suppression de la préposition « de » peut être liée à la recherche de concision dans la création des adresses d'hébergement. Les contraintes liées à la mise en ligne des magazines de mode - la nécessité de créer des rubriques notamment, peuvent également être à l'origine de l'apparition de nouveaux termes.
L'apparition des séries télévisées mettant en avant la mode peut également être à l'origine de la forme abrégée  « série mode». Paradoxalement, le terme  « séquence style » apparait dans le référencement des documents filmés de présentation des séries au sens « ensemble de vêtements ».  
Les usages du terme et de ses variantes témoignent de la porosité entre les différents univers professionnels : art, médias, mode, photographie ou presse. 

### Vocabulaire professionnel internationalisé: anglais
L'usage de l'anglais dans la profession contribue également à la confusion lexicologique constatée. Par exemple, dans le monde internationalisé du mannequinat, une série de mode peut être qualifiée d' « edito »  - abréviation de  « fashion editorial », terme également existant sous sa forme abrégée « editorial ». En français cependant, le terme éditorial est d'usage dans la presse écrite où il a sa propre définition. On rencontre également en anglais le terme  «  fashion series » ou encore  « series of shots ». Ce dernier est utilisé par exemple pour parler des photographies de Guy Bourdin pour la campagne publicitaire des chaussures de Charles Jourdan. Le terme « serie » est également utilisé en anglais, notamment pour évoquer les séries de mode qui ont connu une postériorité après leur publication dans le magazine, via des éditions dans des ouvrages ou des expositions des tirages des clichés originaux, et qui sont considérées comme emblématiques dans l’œuvre d'un photographe.         
Les variantes observées dans la dénomination d'une série de mode peuvent donc être sinon des calques linguistiques de l'anglais, du moins un reflet des usages linguistiques dans le milieu très internationalisé de la mode  et des croisements entre les termes anglais et français. On notera ainsi l'usage fréquent du terme « shooting » pour parler d'une « session photographique » voire d'une série de mode :  « Un shooting de mode (…) fait scandale en Inde » - titre L'Express un article sur une série de mode controversée . Compte tenu du nombre de personnes impliquées dans la réalisation d'une série de mode, mais aussi du rôle du photographe dans sa conceptualisation, le verbe « photographier » ou « prendre une photo » semble réducteur et, faute de verbe français approprié, le néologisme « shooter » peut être relevé : « voilà qu'une nouvelle série mode, shootée par Steven Meisel, le photographe maison, dans le numéro de mars, déchaine les passions ». Ce néologisme est par ailleurs utilisé pour qualifier aussi bien la réalisation des séries de mode que des campagnes publicitaires : « La campagne [de Deborah Turbeville pour Valentino] a été shootée au Palais Valguarnera-Gangi de Palerme » .

### Dictionnaires et Encyclopédies
- Valérie GUILLAUME, « MODE Le phénomène et son évolution », Encyclopædia Universalis [en ligne],‎ 2015 (lire en ligne)

### Ouvrages académiques sur la photographie de mode
- Frédéric Monneyron, La photographie de mode. Un art souverain, Paris, PUF, coll. « Perspectives critiques », 2010, 237 p. (ISBN 978-2-13-057874-1)

### Albums accompagnés d'essais
- Louis Vuitton Photographie et Mode, Rizzoli International publication, 2014, 352 p. (ISBN 978-0-8478-4550-7 et 0-8478-4550-8)
- Florence Müller (dir.), Sylvie Lécallier, Farid Chenoune et al. (préf. Jean-Paul Claverie), Dior, images de légende : les grands photographes et Dior, New York, Rizzoli, avril 2014, 151 p. (ISBN 978-0-8478-4369-5, présentation en ligne)
- Nathalie Herschdorfer (trad. de l'anglais, préf. Todd Brandow), Papier glacé : un siècle de photographie de mode chez Condé Nast [« Coming into fashion »], Paris, Thames & Hudson, 2012, 296 p. (ISBN 978-2-87811-393-8, présentation en ligne)
- Sylvia Jorif et Valérie Toranian, ELLE : 600 covers mode de 1945 à nos jours, Paris, Glénat, 2011, 320 p. (ISBN 978-2-7234-8360-5 et 2-7234-8360-6)
- Norberto Angeletti, Alberto Oliva et al. (trad. de l'anglais par Dominique Letellier, Alice Pétillot), En Vogue : L'histoire illustrée du plus célèbre magazine de mode, Paris, White Star, juin 2007, 410 p. (ISBN 978-88-6112-059-4, présentation en ligne)
- (en) Jean Demachy et Francois Baudot, Elle Style : The 80's, Filipacci Publishing, 2003, 192 p. (ISBN 2-85018-702-X, lire en ligne)